# Norbertanki

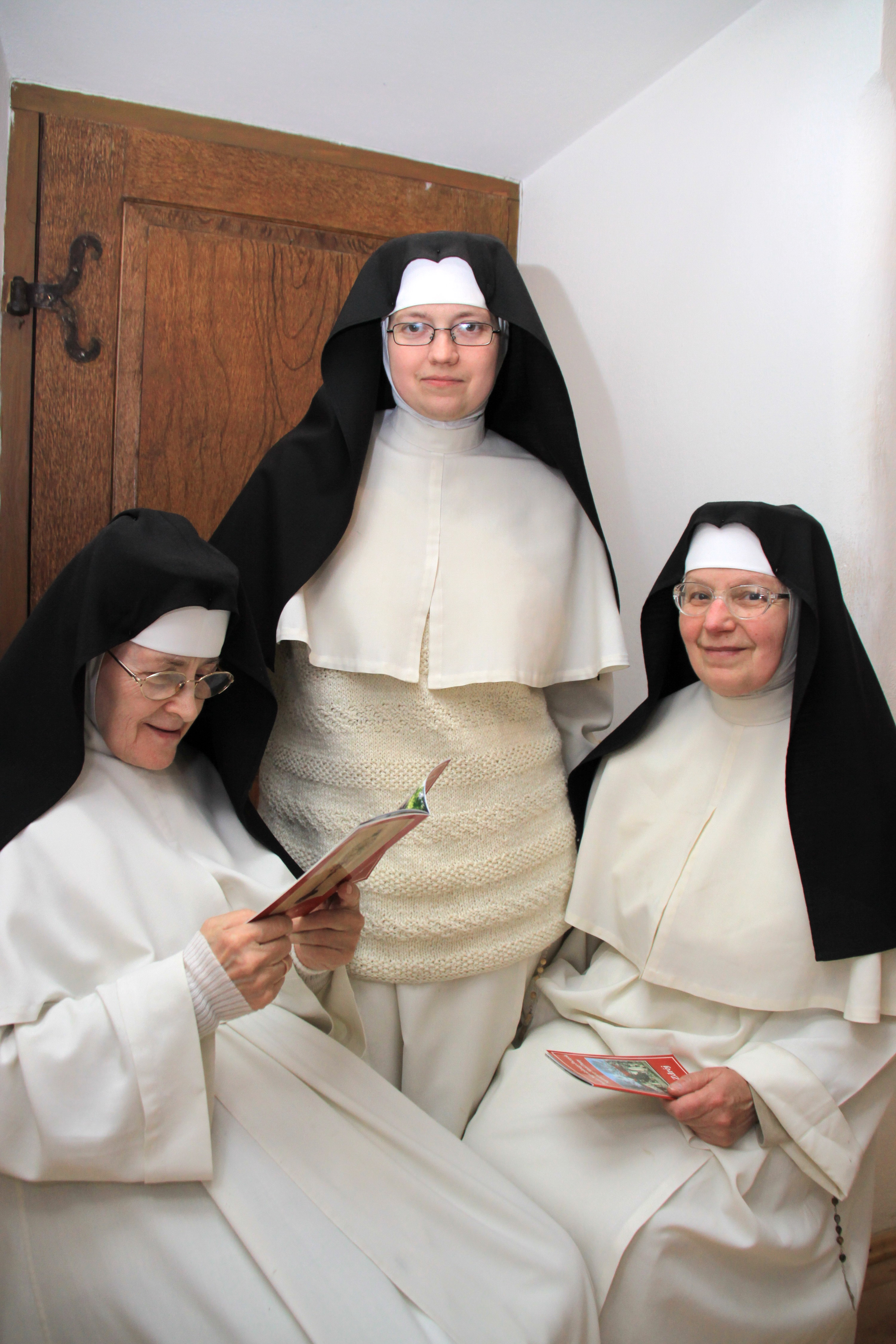
Siostry norbertanki z klasztoru w Imbramowicach

Norbertanki, właściwie Zgromadzenie Sióstr Kanoniczek Regularnych Zakonu Premonstratensów – katolicki żeński zakon kontemplacyjny, założony w 1120 roku przez świętego Norberta von Gennep z Xanten w Niemczech. Do Polski sprowadzony został w 1162 roku, kiedy to na Zwierzyńcu w Krakowie założono pierwszy klasztor. W 1193 Celestyn III przyjął nowo zorganizowany klasztor norbertanek w Strzelnie pw. Najświętszej Marii Panny, pod opiekę Stolicy Apostolskiej.
Obecnie jest ich na świecie 172 w 6 domach. Mottem zakonu jest „Jedno serce i jedna dusza w Bogu”. Propaguje on kult maryjny oraz kult Eucharystii.
Strój zakonny sióstr norbertanek składa się z białego habitu i czarnego welonu. Dom generalny zakonu ma swą siedzibę w Rzymie. 
Współcześnie w Polsce zgromadzenia norbertanek mieszczą się m.in. w Krakowie na Salwatorze przy ulicy Kościuszki (przy ujściu rzeki Rudawy do Wisły) i w Imbramowicach koło Olkusza. Dawniej klasztory norbertanek były także m.in. w Żukowie i Busku.